# Zweites Manifest
Das Zweite Manifest war eine Erklärung von Joseph F. Smith, dem Präsidenten der Kirche Jesu Christi der Heiligen der Letzten Tage, die verkündete, dass die Kirche keine polygamen Ehen mehr dulden werde und legte das Prinzip der Exkommunikation fest für Mitglieder, die solche Ehen schließen oder bei der Trauung helfen.

## Hintergrund
Im Jahre 1890 hatte der Präsident der Kirche, Wilford Woodruff, das Manifest von 1890 bekanntgegeben. Jedoch hatten einige Kirchenmitglieder, sogar welche aus dem Kollegium der Zwölf Apostel, weiter polygame Ehen geschlossen. Smith gab das Zweite Manifest kurz vor den Anhörungen wegen des Senators Reed Smoot bekannt. Dieser war ein Apostel der HLT-Kirche und Senator für Utah. Die Gegner von Smoot wollten ihm den Sitz im Senat der Vereinigten Staaten verwehren, weil die HLT-Kirche polygame Ehen weiter duldete.

## Bekanntgabe
Das Zweite Manifest wurde auf der Generalkonferenz der Kirche am 6. April 1904 bekanntgegeben. Bei einem öffentlichen Treffen gab Smith bekannt, dass er eine „offizielle Verkündigung“ vorlesen wolle, damit niemand seine Worte missverstehen oder falsch zitieren kann. Der Text lautet folgendermaßen:

„Da es einige Berichte gibt, die in Umlauf sind, die davon berichten, dass weiter polygame Ehen geschlossen wurden gegen die offizielle Verkündigung von Präsident Woodruff vom 24. September 1890, die als das Manifest bezeichnet wird und die von Präsident Woodruff erstellt wurde und auf der Generalkonferenz am 6. Oktober 1890 akzeptiert wurde, das alle Ehen verbot, die gegen das Gesetz des Landes sind. Ich, Joseph F. Smith, Präsident der Kirche Jesu Christi der Heiligen der Letzten Tage, bestätige hiermit und gebe bekannt, dass keine dieser Ehen mit der Unterstützung, dem Einverständnis oder dem Wissen der Kirche Jesu Christi der Heiligen der Letzten Tage geschlossen wurde; und:
Ich gebe hiermit bekannt, dass alle solche Ehen verboten sind und dass jeder Kirchenbeamte oder jedes Mitglied, welches eine solche Trauung vornimmt oder Ehe schließt, die Regeln der Kirche übertreten hat und dafür haftbar gemacht wird, nach den Regeln und Regulierungen der Kirche behandelt wird und von dieser exkommuniziert wird.“

Der Präsident des Kollegium der Zwölf Apostel, Francis M. Lyman, präsentierte die folgende Resolution zur Unterstützung, die von B. H. Roberts unterschrieben wurde und die allgemeine Zustimmung fand:

„Es wird festgelegt, dass wir, die Mitglieder der Kirche Jesu Christi der Heiligen der Letzten Tage, die sich in dieser Generalkonferenz versammelt haben, hiermit uns für einverstanden erklären und unsere Unterstützung erklären, für die Bekanntgabe des Präsidenten Joseph F. Smith, die er zu dieser Konferenz zum Thema Mehrfachehe gab. Wir werden die Kirchengerichte in ihrer Durchsetzung dieser Bekanntgabe unterstützen.“

Die offizielle Erklärung von Smith wurde später im Improvement Era veröffentlicht, einem offiziellen Magazin der Kirche.

## Auswirkungen
Einige Kirchenführer waren gegen die Durchsetzung des Zweiten Manifests. Darunter waren die Apostel John W. Taylor und Matthias F. Cowley. Beide traten im Jahre 1906 vom Kollegium der Zwölf Apostel zurück. Taylor wurde 1911 sogar wegen seiner weiteren Gegnerschaft exkommuniziert. Francis M. Lyman wurde der Vorsitzende eines Kirchenausschusses, der Mehrfachehen untersuchte und die beteiligten Mitglieder ausschloss.
Als die Kirche begann, die Polygamisten zu exkommunizieren, entwickelte sich der mormonische Fundamentalismus. Die Fundamentalisten argumentieren, dass weder das Manifest von 1890 noch das Zweite Manifest als Offenbarung von Gott verkündet wurde.
Im Gegensatz zum Manifest von 1890 wurde das Zweite Manifest nicht in den Schriftenkanon aufgenommen. Es ist jedoch eine korrekte Beschreibung der Einstellung der Kirche zur Polygamie.